# Digi Sport (Ungaria)
Digi Sport a fost o rețea de televiziune de sport din Ungaria. A fost lansată la 23 iulie 2009 în Ungaria și în România în grila Digi TV.
În iulie 2022, Digi Hungary, 4iG a anunțat public că își va închide canalele TV Digi în Ungaria. Rețeaua de televiziune a avut numai 3 seturi de canale, Digi Sport 1, Digi Sport 2, Digi Sport 3. La 5 august 2022 canalele Digi au fost închise și astfel Digi Sport 1 și Digi Sport 2 au fost înlocuite cu Match 4 și Arena 4 în Ungaria iar restul canalelor și-au oprit emisiile din 1 septembrie 2022. 